# Снегирёв, Владимир Леонтьевич
Влади́мир Лео́нтьевич Снегирёв (1882 — 1961) — советский москвовед, историк московского зодчества, член Союза архитекторов, кандидат архитектуры.
Состоял членом учёного совета Музея истории и реконструкции Москвы.

## Творческая деятельность
В. Л. Снегирёв начал печататься ещё в 1905 году. С 1928 года по день смерти им было издано более двадцати книг, посвящённых различным отраслям искусствоведения. Семь из них вышли в издательстве «Московский рабочий», остальные — в Госполитиздате, Военгизе, Госстройиздате, «Молодой гвардии» и др.

### Работы по истории Москвы
- Снегирёв В. Л. Москва на страже Родины: Из прошлого столицы XII-XVIII вв. / Обложка, титул и заставки худож. С. Кованько. — М.: Московский рабочий, 1947. — 192 с. (в пер.)
- Снегирёв В. Л. Московские слободы / Худож. П. Зубченков. — М.: Московский рабочий, 1947. — 156 с. — 10 000 экз. (обл.)
- Снегирёв В. Л. Московское зодчество: Очерки по истории русского зодчества XIV-XIX веков / Худож. Р. Житков. — М.: Московский рабочий, 1948. — 292 с. — 10 000 экз.
- Снегирев В. Л. Московские слободы: Очерки по истории Московского посада XIV – XVIII вв. / Науч. ред. д-р ист. нук П. В. Сытин; Худож. В. Иванов. — М.: Московский рабочий, 1956. — 240 с. — 30 000 экз. (обл.)
- Аристотель Фьораванти и перестройка Московского Кремля.
- Храм Василия Блаженного.
- Иван III и его время.
- Архитектор А. Л. Витберг. — М.-Л., 1939.
- Зодчий В. И. Баженов.

### Другие исторические работы
- Снегирев В. Л., Соболевский Н. Д. Загорский музей-заповедник. — М.: Московский рабочий, 1952. — 148 с. — (По музеям и выставкам Москвы и Подмосковья). — 30 000 экз.
- Снегирев В. Л. Похождения Бернгарда Шварца (Через Московию на Восток): Историческое повествование / Вступ. статья С. Полтавского. — М.; Л.: Земля и фабрика, 1928. — 416 с. — 5000 экз.
- Адмирал Ушаков.
- Адмирал Сенявин.
- Снегирев В. Л. Русские на Севере. — М.: Военмориздат, 1945.
- Снегирев В. Л. Сторожевая служба: (Оборона границ государства в древней Руси). — М.: Госполитиздат, 1942. — 45 с.